# Atari Flashback
El Atari Flashback es una serie de consolas dedicadas comercializadas por Atari, Inc. de 2004 a 2017. Desde 2011, las consolas han sido producidas y comercializadas por AtGames bajo licencia de Atari. Son versiones "plug and play" de las clásicas consolas Atari 2600 y Atari 7800 que en lugar de usar cartuchos ROM llevan los juegos integrados.
Los sistemas están alimentados por un adaptador de CA (incluido), vienen con un par de controladores de joystick y utilizan conectores RCA estándar de video compuesto y audio monaural para conectarse a un televisor.

## Consola original
El Atari Flashback fue lanzado en 2004. La consola se parecía a un Atari 7800 en apariencia y venía con un par de controladores que se asemejaban a los del Atari 7800, aunque eran un poco más pequeños. El sistema tenía veinte juegos incorporados, todos desarrollados originalmente por Atari Inc. y Atari Corp. de Warner Communication para los sistemas de juegos 2600 y 7800. Los juegos que originalmente requerían controladores analógicos de paddle se hicieron para trabajar con los joysticks incluidos.
Fue diseñado por el veterano de Atari Curt Vendel, cuya compañía Syzygy Co. (anteriormente Legacy Engineering Group) diseña otros videojuegos caseros y productos de video arcade. Atari Inc. le dio a Syzygy Co. diez semanas para diseñar el producto, producir sus juegos y prepararlo para la temporada de vacaciones navideñas de 2004. El flashback Atari se basaba en hardware "NES-on-a-chip", que no se asemejaba a ninguno de los sistemas Atari que supuestamente representaba el Flashback (esto se solucionó con Flashback 2). Como resultado, los juegos que contenía eran portados y difieren en diferentes grados de los juegos originales, y por lo tanto el Flashback no era popular con algunos puristas.

### Juegos incluidos
Un juego, Saboteur (originalmente diseñado por Howard Scott Warshaw), fue anunciado como "inédito"; aunque nunca formó parte de la alineación de Atari, se vendió en la convención de Philly Classic 5 en 2004.
| juegos                     | consola    |
| -------------------------- | ---------- |
| Asteroids                  | Atari 7800 |
| Centipede                  | Atari 7800 |
| Desert Falcon              | Atari 7800 |
| Charley Chuck’s Food Fight | Atari 7800 |
| Planet Smashers            | Atari 7800 |
| Air-Sea Battle             | Atari 2600 |
| Battlezone                 | Atari 2600 |
| Breakout                   | Atari 2600 |
| Canyon Bomber              | Atari 2600 |
| Crystal Castles            | Atari 2600 |
| Gravitar                   | Atari 2600 |
| Haunted House              | Atari 2600 |
| Millipede                  | Atari 2600 |
| Saboteur                   | Atari 2600 |
| Sky Diver                  | Atari 2600 |
| Solaris                    | Atari 2600 |
| Sprintmaster               | Atari 2600 |
| Warlords                   | Atari 2600 |
| Yars' Revenge              | Atari 2600 |

## Atari Flashback 2
El Atari Flashback 2, el sucesor de la consola original Atari Flashback, fue lanzado en 2005. Tiene cuarenta juegos Atari 2600 integrados. Algunos de los juegos incluidos son homebrews que fueron creados por entusiastas en los últimos años, y dos de los juegos. (Pitfall! Y River Raid) fueron publicados originalmente por Activision.
La apariencia del Atari Flashback 2 es una reminiscencia de la consola original Atari 2600 de 1977. Tiene aproximadamente dos tercios del tamaño del original y es mucho más liviana. La consola Flashback 2 tiene cinco botones (encendido, restablecimiento, alternaciones de dificultad izquierda y derecha, y selección); en la parte posterior tiene un control deslizante de color / blanco y negro y dos puertos para los joysticks incluidos. Los joysticks tienen una similitud muy similar a los joysticks originales Atari 2600 de 1977, y son compatibles e intercambiables con ellos. El Flashback 2 no viene con controladores de paddle, pero los controladores de paddle originales se pueden conectar y usar con sus juegos basados en paddle.
Curt Vendel y Legacy Engineering volvieron a desarrollar el Flashback 2. A diferencia de la consola Flashback original, el Flashback 2 contiene una versión de un solo chip de circuitos diseñada por Vendel; es una reproducción del chip TIA utilizado en el Atari VCS original.Como tal, el Atari Flashback 2 ejecuta juegos justo cuando se ejecutaban en una consola original. El proyecto Atari Flashback 2 recibió el nombre clave de "Michele", en honor a la esposa de Vendel. Su nombre está impreso en la placa base.
Marty Goldberg, propietario del Electronic Entertainment Museum, fue el escritor técnico para el manual completo y el manual completo. Debido a los cambios en el contenido del juego durante el desarrollo y a los problemas con la compañía de diseño gráfico que mantiene correctas las revisiones de edición, el manual que viene con Flashback 2 tiene varios errores, incluidos errores tipográficos. Por ejemplo, contrariamente al manual, no hay modo para dos jugadores en Centipede, y no hay jugabilidad de nave conectada en Space Duel. Del mismo modo en la descripción de Save Mary "Barnaby just blew up the nearby damn" aparece.

### Juegos incluidos
Los juegos disponibles se organizan en cuatro categorías seleccionables desde un menú en pantalla. Una vez que se selecciona un juego, la única manera de volver al menú es usar el botón de encendido para apagar y volver a encender la consola.
Los juegos enumerados a continuación como hacks usaron el código de otros juegos como punto de partida y modificaron su jugabilidad o apariencia. Homebrews fueron escritos desde cero por los fanáticos de Atari en la década de 1990 y 2000. Los prototipos no publicados son juegos desarrollados por Atari Inc. en los años 70 y 80, pero que nunca se vendieron a los consumidores; algunos de estos juegos pueden tener errores o estar incompletos. Algunos de los juegos enumerados son nuevos y exclusivos de Flashback 2.
| juego            | sección             | nota                |
| ---------------- | ------------------- | ------------------- |
| Adventure        | Adventure Territory |                     |
| Adventure II     | Adventure Territory | homebrew            |
| Haunted House    | Adventure Territory | homebrw             |
| Secret Quest     | Adventure Territory |                     |
| Wizard           | Adventure Territory | prototipo           |
| Arcade Asteroids | Arcade Favorites    | (hack)              |
| Arcade Pong      | Arcade Favorites    | (hack)(exclusivo)   |
| Centipede        | Arcade Favorites    |                     |
| Lunar Lander     | Arcade Favorites    |                     |
| Asteroids Deluxe | Arcade Favorites    | (exclusivo)         |
| Battlezone       | Arcade Favorites    |                     |
| Millipede        | Arcade Favorites    |                     |
| Missile Command  | Arcade Favorites    |                     |
| Space Duel       | Arcade Favorites    | (exclusivo)         |
| Caverns of Mars  | Space Station       |                     |
| Quadrun          | Space Station       |                     |
| Saboteur         | Space Station       | (prototipo inédito) |
| Space War        | Space Station       |                     |
| Yars' Return     | Space Station       | (hack)              |
| Yars' Revenge    | Space Station       |                     |
| Super Breakout   | paddle              | (oculto)            |
| Warlords         | paddle              | (oculto)            |

- 1. ↑  "Adventure II una secuela de Adventure que se basa en su código de juego original basado en el ensamblador
  2. ↑  Return to Haunted House, una secuela de Haunted House que se basa en el código original del juego basado en el ensamblador de Adventure combinado con gráficos de la Haunted House original
  3. ↑  Arcade Asteroids (hack) de los Asteroides Atari 2600 originales con los sprites cambiados a contornos para representar con mayor precisión la versión arcade
  4. ↑  Arcade Pong (exclusivo para Flashback 2), una versión de Pong que puede usar controladores de paddle si está conectado
  5. ↑  (originalmente vendido solo por correo a través del club de fans Atari)
  6. ↑  Yars' Return (Secuela exclusiva de Yars 'Revenge basada en su código de juego original basado en el ensamblador)

#### Paddle Games
La consola también incluye dos títulos ocultos que requieren el uso de controladores de paddle. El Flashback 2 no viene con controladores de paddle , por lo que estos juegos no se pueden jugar a menos que el usuario tenga un conjunto original de controladores de paletas Atari 2600. Para acceder al menú oculto del juego de palas, el usuario debe presionar hacia arriba el joystick 1 vez, tirar 9 veces hacia abajo, empujar hacia arriba 7 veces y bajar 2 veces (esto representa el año 1972, en que Pong apareció por primera vez). El código debe ingresarse de manera constante y sin pausas (ingréselo demasiado rápido y no funcionará)

### Pantallas de prueba
Se puede acceder a las pantallas de prueba del controlador manteniendo presionados los botones de selección y reinicio mientras se presiona el botón de encendido para encender la consola. Con el interruptor de color / blanco y negro establecido en 'color', aparecerá la pantalla de prueba del joystick; con el ajuste en blanco y negro, aparecerá la pantalla de prueba de la paleta. Estas pantallas de prueba permiten a un jugador probar las entradas del controlador, así como los colores y sonidos de la consola. En la pantalla de prueba de paletas, si los joysticks están enchufados en lugar de los controles de paleta, se puede acceder al juego Off the Wall y jugar moviéndolo hacia la derecha con el controlador izquierdo.

### Revisiones
Hasta ahora ha habido tres revisiones del Atari Flashback 2.
- Rev. 0X tiene un problema con la voz sintetizada en Quadrun que no funciona debido a un problema con la emulación de la salida de audio de la consola original. (Cuando comience el juego, el juego debería hablar "Quadrun" tres veces). También contiene una versión prototipo de Millipede programada por General Computer Corporation;[4] esta versión tiene problemas con la pantalla que pierde la retención vertical y aparece para "rodar", lo que hace que el juego no se pueda jugar. Esta revisión tenía los primeros datos de entrega al fabricante del chip y no estaba destinada a ser ejecutada. Si bien esto se conoce comúnmente como Rev. A, se denomina apropiadamente Rev. 0X
- Rev. A Es la revisión de producción correcta del chip que corrige la síntesis de voz en Quadrun y también contiene la versión de Apiai Inc. de Millipede, así como una revisión más reciente de Adventure 2 que es más fácil de ver en ciertos televisores que experimentaron un sonido demasiado oscuro. paleta de color. Esta revisión a veces se conoce como Rev. B ya que era la segunda serie de publicación.
- Rev. C presenta una PCB de tamaño reducido, que fue diseñada para simplificar la instalación de un puerto de cartucho (como se describe a continuación). No hay cambios en la funcionalidad de la unidad; el chip de revisión C corrigió algunos problemas de incompatibilidad de Hmove, pero aún carecía de varios 65xx OpCodes ilegales y compatibilidad con el cambio de federación de FE.

Algunos de los juegos incluidos, como Lunar Lander, exhiben algunos parpadeos. Esto se debe a las limitaciones en el hardware original Atari 2600, que Flashback 2 reproduce con precisión. Curt Vendel notó que los juegos exclusivos de Flashback 2 fueron programados bajo un horario estricto, y luego encargó a los desarrolladores que modificaran estos juegos para reducir el parpadeo. Algunas de estas revisiones se incluyeron con Atari Flashback 2+, lanzado en 2010
- Rev. D es el Atari Flashback Portable con soporte para todos los juegos con la excepción de Pitfall 2 y los juegos de Supercharger. Este nuevo chip también incluirá líneas de controladores LCD y soporte de conectividad USB, y memoria RAM integrada para el almacenamiento de juegos. No hay información oficial sobre cuándo Atari Inc. lanzará esta revisión.

### Agregar un puerto de cartucho
Mientras que las consolas originales Atari 2600 tenían una ranura para cartuchos, el Atari Flashback 2 no incluye una. Sin embargo, un aficionado puede modificar fácilmente un Flashback 2 para usar cartuchos Atari 2600, e incluso puede instalar un conmutador en ciertos puntos de la placa base para que la consola pueda configurarse fácilmente para jugar de nuevo los cuarenta juegos incorporados. La placa base está impresa con varios puntos de soldadura y una guía de los puntos de contacto asociados con qué pinouts de cartucho.

### Ventas
En una entrevista con The Escapist, Curt Vendel comentó, "Flashback 2 lo hizo excepcionalmente bien: 860,000 vendidos en los EE. UU."

## Atari Flashback 2+
En enero de 2010, Atari anunció pre-pedidos para Atari Flashback 2+, que se lanzará el 22 de febrero de 2010. General Mills anunció simultáneamente un sorteo de regalos para la consola, junto con otros productos relacionados con Atari, junto con su cereal Honey Nut Cheerios.

### Juegos incluidos
La mayor parte de los juegos incluidos en Atari Flashback 2+ son iguales. Sin embargo, Pitfall !, River Raid, Wizard, Caverns of Mars y Atari Climber han sido eliminados. A cambio, se agregó una sección de deportes que incluía los juegos: Realsports Boxing, Realsports Soccer, Super Baseball, Super Football y Double Dunk. Un tercer juego "oculto", Circus Atari, se agregó al menú "oculto" que presenta los juegos de controlador de paddle Warlords y Super Breakout.

### Diferencias de consola
Aparte de los juegos, las diferencias estéticas entre el FB2 y el FB2 + más reciente son que la última consola tiene un signo más (+) y un texto más grande para "Classic Gaming Console". También el símbolo 'fuji' de Atari en el FB2 original se asemeja al fuji más nuevo de la era Hasbro, mientras que el FB2 + fuji se asemeja al fuji original de Atari de los años 70.

## Atari Flashback 3
En 2011, Atari licenció el concepto Flashback de Legacy Engineering y nombró a AtGames para el "Flashback 3". El Flashback 3 incluye 60 juegos integrados Atari 2600, 2 joysticks y un diseño de carcasa similar al diseño Flashback 2/2 +, excepto por los puertos de joystick frontales, sin interruptor B / W y una curvatura diferente. Internamente, el sistema Flashback 3 usa emulación ejecutándose en un procesador basado en ARM en lugar del "2600-on-a-chip" de Legacy y no es posible agregar un puerto de cartucho para leer cartuchos originales atari 2600. Sin embargo, las palancas de control y los paddles 2600 originales no solo funcionan en este sistema, sino que las futuras unidades de Atari Flashback y las revisiones realizadas por AtGames tendrán audio ajustado a un tono más bajo de lo normal.

## Atari Flashback 4
El 13 de noviembre de 2012, AtGames lanzó Atari Flashback 4. La consola es similar a su predecesora, Flashback 3; sin embargo, el cambio notable es que los controladores de joystick son inalámbricos a través de infrarrojos. La consola aumentó su biblioteca a 75 juegos, 15 más que Flashback 3. Las nuevas adiciones son:
- Breakout
- Crystal Castles
- Front Line (No es la versión original de 2600)
- Jungle Hunt (No es la versión original de 2600)
- NFL Football
- Polaris (No es la versión original de 2600)
- Pong
- Return to Haunted House
- Slot Machine
- Slot Racers
- Space Invaders (No es la versión original de 2600)
- Stellar Track
- Street Racer
- Tempest
- Warlords

El juego Secret Quest fue reemplazado con el juego Black Jack.
El 4 de diciembre de 2012, AtGames lanzó Atari Flashback 4: 40th Anniversary Edition de lujo. Esto incluyó un conjunto de réplicas de paddles Atari 2600, 5 carteles coleccionables y una copia de la patente de joystick Atari original firmada por Nolan Bushnell.
Algunas versiones del Flashback 4 incluyen un 76.º juego "bonus", Millipede.
Atgames también desarrolló una versión exclusiva de Walmart con solo 64 juegos y controladores con cable que incluyen Space Invaders llamado Atari Flashback 64.

## Atari Flashback 5
El Atari Flashback 5 se lanzó el 1 de octubre de 2014. Al igual que los dos lanzamientos anteriores, fue desarrollado por AtGames. Es lo mismo que Flashback 4 con los joysticks inalámbricos de infrarrojos, pero agrega 17 juegos más, aumentando el total a 92 juegos. Los nuevos juegos son:
- Air Raiders
- Armor Ambush
- Astroblast
- Dark Cavern
- Frogs and Flies
- International Soccer
- Super Challenge™ Baseball
- Super Challenge™ Football
- Space Attack™
- Star Strike™
- Sea Battle
- Sword Fight
- Chase It
- Escape It
- Miss It
- Shield Shifter
- Strip Off

El juego Battlezone fue reemplazado por Millipede.

La exclusiva de Walmart es con controladores cableados como la versión anterior.
El Atari Flashback 6 se lanzó el 15 de septiembre de 2015. Al igual que los tres lanzamientos anteriores, fue desarrollado por AtGames. Es lo mismo que el Flashback 5 con los joysticks inalámbricos de infrarrojos, pero agrega 8 juegos más, aumentando el total a 100 juegos. Los nuevos juegos son:
- Atari Climber
- Indy 500™
- MotoRodeo
- Radar Lock
- Secret Quest
- Solaris
- Swordquest: Waterworld
- Yars' Return

## Atari Flashback 7
El Atari Flashback 7 se lanzó el 1 de octubre de 2016. Al igual que las cuatro versiones anteriores, fue desarrollado por AtGames. Es lo mismo que Flashback 6 con los joysticks inalámbricos de infrarrojos, pero agrega 1 juego más, Frogger (no la versión original de 2600, sino que la versión incluida con Flashback es una réplica del juego de arcade original) aumentando el total a 101 juegos.

### Atari Flashback 7 Deluxe
El Atari Flashback 7 Deluxe incluye dos controladores de paddle.

## Atari Flashback 8
El Atari Flashback 8 se lanzó en septiembre de 2017. Al igual que los cinco lanzamientos anteriores, fue desarrollado por AtGames. Incluye controladores conectados una vez más mientras tiene 105 juegos.
Los nuevos juegos son:
- H.E.R.O.™
- Kaboom!
- Pitfall!
- Pressure Cooker™
- River Raid

El juego eliminado es:
- Strip Off[16]

### Atari Flashback 8 Deluxe
Esta edición incluye 105 juegos. y dos joysticks cableados. Algunas versiones incluyen paddles cableados.

### Atari Flashback 8 Gold
Mientras Flashback 8 continúa el mismo proceso de conexión a la televisión que los anteriores, la edición 8 Gold incluye salida de video HDMI y ahora incluye controladores inalámbricos de 2.4 GHz. The Gold también viene con la opción de pausar, guardar y rebobinar los juegos del sistema. También se ha lanzado una segunda edición de oro con branding de Activision, que incluye 130 juegos, y se describe con más detalle a continuación.
El Atari Flashback 8 Gold incluye 120 juegos. Los nuevos juegos son:
- Beamrider™
- Chopper Command™
- Cosmic Commuter™
- Crackpots™
- Decathlon
- Dragster
- Enduro™
- Fishing Derby™
- Frostbite™
- Keystone Kapers™
- Megamania™
- Oink!™
- Seaquest™
- Stampede™
- Starmaster™

### Atari Flashback Gold 8 Deluxe
Esta edición también incluye 120 juegos, también incluye 2 paddles cableados además de dos joysticks inalámbricos..

### Atari Flashback 8 Gold Activision Edition
Esta edición incluye 130 juegos con 2 joysticks inalámbricos y HDMI, pero no incluye todos los juegos de la otra versión de Flashback 8 Gold. Los nuevos juegos son :
| Atlantis™                             | Boxing          | Bridge       | Checkers       |
| Demon Attack™                         | Dolphin™        | Drangonfire™ | Freeway™       |
| Grand Prix™                           | Ice Hockey      | Laser Blast™ | Plaque Attack™ |
| Private Eye™                          | River Raid II   | Skiing       | Sky Jinks™     |
| Space Shuttle - A Journey into Space™ | Spider Fighter™ | Tennis       | Dodg’Em        |
| pero no incluye                       |                 |              |                |
| Chase It                              | Escape It       | Frogger      | Front Line     |
| Jungle Hunt                           | Miss It         | Polaris      | Shield Shifter |
| Space Invaders                        |                 |              |                |

### Atari Flashback Portable (2017)
En septiembre de 2017 se lanzó una segunda edición de Atari Flashback Portable. Al igual que la primera Atari Flashback Portable, fue desarrollada por AtGames. Incluye 70 juegos con las adiciones más notables a esta edición son cuatro juegos de Namco que son Dig Dug, Galaxian, Pac-Man y Xevious. La versión de Pac-Man incluida es un port homebrew que es más fiel al juego arcade original y no el puerto original Atari 2600 de Pac-Man lanzado en 1982.
| Adventure               | Adventure II           | Air Raiders™     | Aquaventure            |
| Asteroids®              | Astroblast™            | Atari Climber    | Barnstorming           |
| Black Jack              | Bowling                | Breakout®        | Centipede®             |
| Chase It!               | Circus Atari™          | Crystal Castles® | Dark Cavern™           |
| Demons to Diamonds™     | Desert Falcon          | Dig Dug          | Dodg’Em                |
| Double Dunk™            | Fatal Run              | Frog Pond        | Frogger                |
| Frogs and Flies         | Fun with Numbers       | Galaxian         | Golf                   |
| Gravitar®               | Hangman                | Haunted House™   | Human Cannonball™      |
| Kaboom!                 | Millipede™             | Miniature Golf   | Miss It!               |
| Missile Command®        | Night Driver™          | Pac-Man          | Pitfall!               |
| Pong                    | Pressure Cooker        | Radar Lock       | Realsports® Basketball |
| Return to Haunted House | River Raid             | Saboteur™        | Save Mary              |
| Secret Quest            | Shield Shifter         | Slot Machine     | Solaris                |
| Space Attack™           | Star Ship              | Star Strike™     | Stellar Track™         |
| Strip Off               | Submarine Commander    | Super Breakout   | Swordquest: Earthworld |
| Swordquest: Fireworld   | Swordquest: Waterworld | Tempest®         | Video Checkers         |
| Video Chess             | Video Pinball          | Wizard           | Xevious                |
| Yars’ Return            | Yars' Revenge®         |                  |                        |

### Atari Flashback 9
El Atari Flashback 9 (Modelo No: AR3050) fue lanzado el 15 de noviembre de 2018,  por Atgames. Incluyó dos controladores con cable y 110 juegos. El Atari Flashback 9 Gold (Modelo No: AR3650) incluyó 120 juegos y controladores inalámbricos. Ambas versiones presentaban una ranura para tarjeta SD y una salida de 720p. La ranura SD en los modelos básicos y de oro se utilizó para actualizaciones de firmware, juegos descargados y estados de juego guardados.
El Atari Flashback 9 (Modelo No: AR3230) fue exclusivo de un dólar familiar. Incluyó dos controladores con cable y 110 juegos, y presentó una salida de video compuesto junto con una ranura SD.

### Atari Flashback X

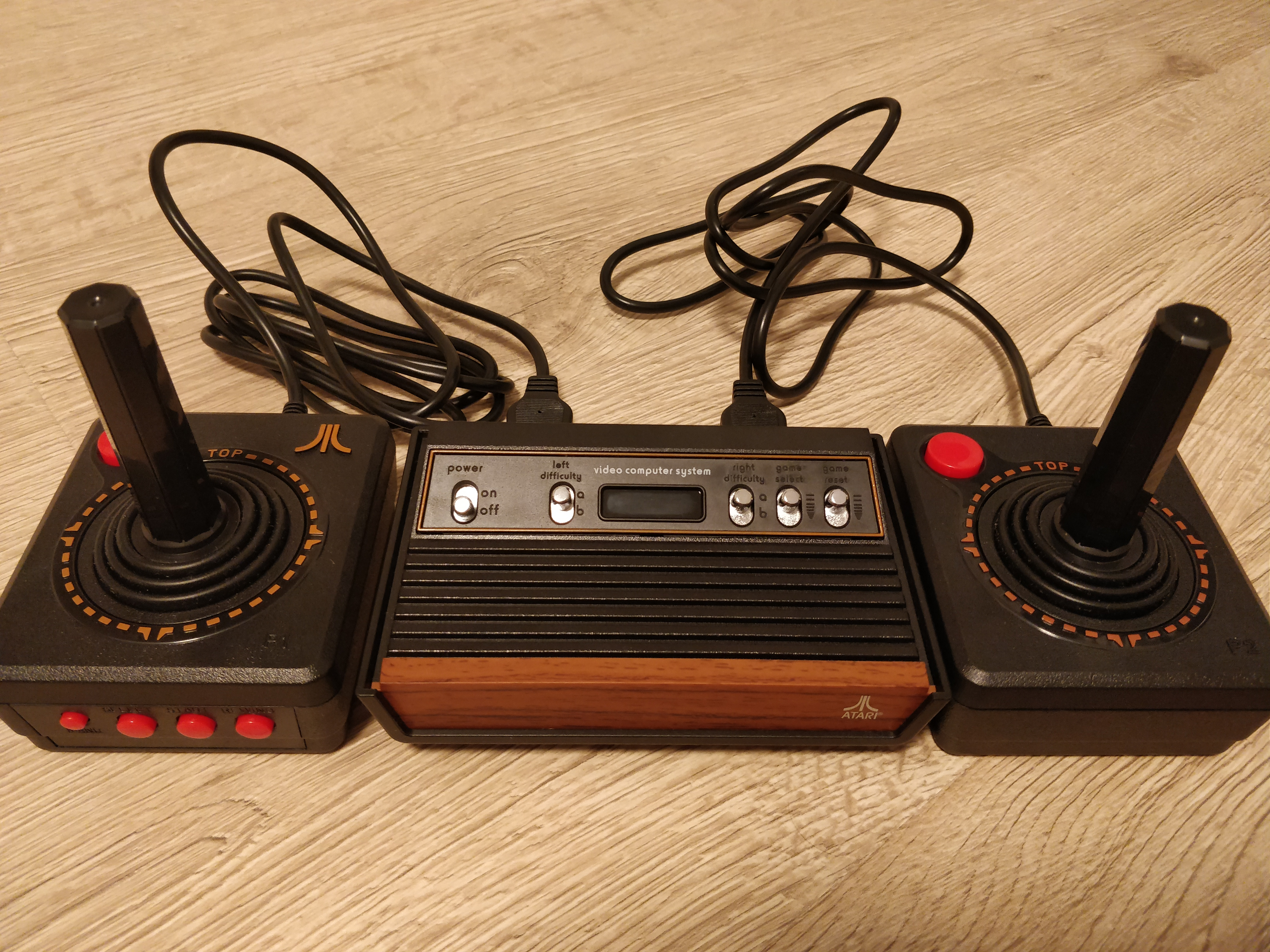
Atari Flashback X Deluxe

The Atari Flashback X was released in 2019 and attempted to capitalize on the mini console trend, started by releases like the, with a case redesign that more faithfully captured the aesthetic of being a near-perfect physical replica of an Atari 2600 in miniature form. Like the previous releases, it was built by AtGames.
The basic model (Model No: AR3060) included two wired controllers and 110 games. The deluxe model (Model No: AR3060S) included 10 additional games. A firmware update through the AtGames website allowed both models to download more games.

El Flashback X de Atari se lanzó en 2019  e intentó capitalizar la tendencia de la mini consola, iniciado por lanzamientos como la  NES Classic Edition y Sega Genesis Mini, con un rediseño de casos que capturó más fielmente la estética de ser una replica física casi perfecta de una Atari 2600 en forma miniatura. Como los lanzamientos anteriores, Fue construido por Atgames.
El modelo básico (modelo no: AR3060) incluyó dos controladores con cable y 110 juegos. El modelo de lujo (modelo no: AR3060) incluyó 10 juegos adicionales. Una actualización de firmware a través del sitio web de Atgames permitió a ambos modelos descargar más juegos.

### Atari Flashback 12 Gold
El Atari Flashback 12 Gold (Modelo No: AR3080B) recibió un lanzamiento limitado en 2023. Aunque presenta oro en su título, como los lanzamientos de flashback de atari, no hay un modelo básico del flashback 12. Físicamente es un ligero re. Coloración del flashback de Atari X y Atari Flashback 50th Anniversary Edition que amalgama las dos estética previa. Cuenta con interruptores de latón, como se ve en la edición del 50 aniversario de Atari Flashback, pero el logotipo de Atari plateado estándar está estampado en su adorno de variedad de madera como se ve en el flashback de Atari X. Al igual que los comunicados anteriores,Fue construido por Atgames. El modelo incluye dos controladores estándar con cable, dos controladores de paletas con cable y 130 juegos. La lista de 130 juegos incluidos es idéntica al modelo de oro de la edición del 50 aniversario Atari Flashback.El Atari Flashback 12 Gold presenta soporte para actualizaciones oficiales de firmware del sitio web de Atgames para permitir la descarga de más juegos.

### juegos en cada Atari Flashback
| Games                               | Flashback | Flashback 2 | Flashback 2+ | Flashback 3 | Flashback 4 | Flashback 5 | Flashback 6 and 7 | Flashback 8 | Flashback 8 Gold | Flashback 8 Gold Activision | Flashback 9 | Flashback 9 Gold | Flashback X | Flashback X Deluxe | Flashback 50th | Flashback 50th Gold and 12 Gold |
| Games                               | 2004      | 2005        | 2010         | 2011        | 2012        | 2014        | 2015/2016         | 2017        | 2017             | 2017                        | 2018        | 2018             | 2019        | 2019               | 2022           | 2022/2023                       |
| ----------------------------------- | --------- | ----------- | ------------ | ----------- | ----------- | ----------- | ----------------- | ----------- | ---------------- | --------------------------- | ----------- | ---------------- | ----------- | ------------------ | -------------- | ------------------------------- |
| 3D Tic-Tac-Toe                      |           | Yes         | Yes          | Yes         | Yes         | Yes         | Yes               | Yes         | Yes              | Yes                         | Yes         | Yes              | Yes         | Yes                | Yes            | Yes                             |
| Adventure                           | Yes       | Yes         | Yes          | Yes         | Yes         | Yes         | Yes               | Yes         | Yes              | Yes                         | Yes         | Yes              | Yes         | Yes                | Yes            | Yes                             |
| Adventure II                        |           | Yes         | Yes          | Yes         | Yes         | Yes         | Yes               | Yes         | Yes              | Yes                         | Yes         | Yes              | Yes         | Yes                | Yes            | Yes                             |
| Air Raiders                         |           |             |              |             |             | Yes         | Yes               | Yes         | Yes              | Yes                         |             |                  |             |                    |                |                                 |
| Air-Sea Battle                      | Yes       |             |              | Yes         | Yes         | Yes         | Yes               | Yes         | Yes              | Yes                         | Yes         | Yes              | Yes         | Yes                | Yes            | Yes                             |
| Amidar                              |           |             |              |             |             |             |                   |             |                  |                             | Yes         | Yes              | Yes         | Yes                |                |                                 |
| Aquaventure                         |           | Yes         | Yes          | Yes         | Yes         | Yes         | Yes               | Yes         | Yes              | Yes                         | Yes         | Yes              | Yes         | Yes                | Yes            | Yes                             |
| Arcade Asteroids                    |           | Yes         | Yes          |             |             |             |                   |             |                  |                             |             |                  |             |                    |                |                                 |
| Arcade Pong                         |           | Yes         | Yes          |             |             |             |                   |             |                  |                             |             |                  |             |                    |                |                                 |
| Armor Ambush                        |           |             |              |             |             | Yes         | Yes               | Yes         | Yes              | Yes                         |             |                  |             |                    |                |                                 |
| Asteroids                           | [ 33 ]    |             |              | Yes         | Yes         | Yes         | Yes               | Yes         | Yes              | Yes                         | Yes         | Yes              | Yes         | Yes                | Yes            | Yes                             |
| Asteroids Deluxe                    |           | Yes         | Yes          |             |             |             |                   |             |                  |                             | Yes         | Yes              | Yes         | Yes                | Yes            | Yes                             |
| Astroblast                          |           |             |              |             |             | Yes         | Yes               | Yes         | Yes              | Yes                         |             |                  |             |                    |                |                                 |
| Atari Climber                       |           | Yes         |              |             |             |             | Yes               | Yes         | Yes              | Yes                         | Yes         | Yes              | Yes         | Yes                | Yes            | Yes                             |
| Atari Video Cube                    |           |             |              |             |             |             |                   |             |                  |                             |             | Yes              |             |                    |                |                                 |
| Atlantis                            |           |             |              |             |             |             |                   |             |                  | Yes                         |             |                  |             |                    |                |                                 |
| Backgammon                          |           |             |              | Yes         | Yes         | Yes         | Yes               | Yes         | Yes              | Yes                         | Yes         | Yes              |             | Yes                | Yes            | Yes                             |
| Barnstorming                        |           |             |              |             |             |             |                   |             |                  |                             |             |                  |             |                    |                | Yes                             |
| Basketball                          |           |             |              | Yes         | Yes         | Yes         | Yes               | Yes         | Yes              | Yes                         | Yes         | Yes              | Yes         | Yes                | Yes            | Yes                             |
| Battlezone                          | Yes       | Yes         | Yes          | Yes         | Yes         |             |                   |             |                  |                             |             |                  |             |                    |                |                                 |
| Beamrider                           |           |             |              |             |             |             |                   |             | Yes              | Yes                         | Yes         | Yes              | Yes         | Yes                | Yes            | Yes                             |
| Blackjack                           |           |             |              |             | Yes         | Yes         | Yes               | Yes         | Yes              | Yes                         | Yes         | Yes              | Yes         | Yes                | Yes            | Yes                             |
| Bowling                             |           |             |              | Yes         | Yes         | Yes         | Yes               | Yes         | Yes              | Yes                         | Yes         | Yes              | Yes         | Yes                | Yes            | Yes                             |
| Boxing                              |           |             |              |             |             |             |                   |             |                  | Yes                         |             |                  |             |                    |                | Yes                             |
| Breakout                            | Yes       |             |              |             | Yes         | Yes         | Yes               | Yes         | Yes              | Yes                         | Yes         | Yes              | Yes         | Yes                | Yes            | Yes                             |
| Bridge                              |           |             |              |             |             |             |                   |             |                  | Yes                         |             |                  |             |                    |                | Yes                             |
| BurgerTime                          |           |             |              |             |             |             |                   |             |                  |                             |             | Yes              | Yes         | Yes                | Yes            | Yes                             |
| Burnin' Rubber                      |           |             |              |             |             |             |                   |             |                  |                             |             | Yes              | Yes         | Yes                | Yes            | Yes                             |
| Canyon Bomber                       | Yes       |             |              | Yes         | Yes         | Yes         | Yes               | Yes         | Yes              | Yes                         | Yes         | Yes              | Yes         | Yes                | Yes            | Yes                             |
| Caverns of Mars                     |           | Yes         |              |             |             |             |                   |             |                  |                             |             |                  |             |                    |                |                                 |
| Centipede                           | [ 33 ]    | Yes         | Yes          | Yes         | Yes         | Yes         | Yes               | Yes         | Yes              | Yes                         | Yes         | Yes              | Yes         | Yes                | Yes            | Yes                             |
| Championship Soccer                 |           |             |              | Yes         | Yes         | Yes         | Yes               | Yes         | Yes              | Yes                         | Yes         | Yes              | Yes         | Yes                | Yes            | Yes                             |
| Chase It!                           |           |             |              |             |             | Yes         | Yes               | Yes         | Yes              |                             |             | Yes              |             | Yes                |                |                                 |
| Checkers                            |           |             |              |             |             |             |                   |             |                  | Yes                         |             |                  |             |                    |                |                                 |
| Charley Chuck's Food Fight          | [ 34 ]    |             |              |             |             |             |                   |             |                  |                             |             |                  |             |                    |                |                                 |
| Chopper Command                     |           |             |              |             |             |             |                   |             | Yes              | Yes                         | Yes         | Yes              | Yes         | Yes                | Yes            | Yes                             |
| Circus Atari                        |           |             | [ 35 ]       | Yes         | Yes         | Yes         | Yes               | Yes         | Yes              | Yes                         | Yes         | Yes              | Yes         | Yes                | Yes            | Yes                             |
| Combat                              |           | Yes         | Yes          | Yes         | Yes         | Yes         | Yes               | Yes         | Yes              | Yes                         | Yes         | Yes              | Yes         | Yes                | Yes            | Yes                             |
| Combat 2                            |           | Yes         | Yes          | Yes         | Yes         | Yes         | Yes               | Yes         | Yes              | Yes                         | Yes         | Yes              | Yes         | Yes                | Yes            | Yes                             |
| Cosmic Commuter                     |           |             |              |             |             |             |                   |             | Yes              | Yes                         | Yes         | Yes              | Yes         | Yes                | Yes            | Yes                             |
| Crackpots                           |           |             |              |             |             |             |                   |             | Yes              | Yes                         | Yes         | Yes              | Yes         | Yes                | Yes            | Yes                             |
| Crystal Castles                     | Yes       |             |              |             | Yes         | Yes         | Yes               | Yes         | Yes              | Yes                         | Yes         | Yes              | Yes         | Yes                | Yes            | Yes                             |
| Dark Cavern                         |           |             |              |             |             | Yes         | Yes               | Yes         | Yes              | Yes                         |             |                  |             |                    |                |                                 |
| Decathlon                           |           |             |              |             |             |             |                   |             | Yes              | Yes                         | Yes         | Yes              | Yes         | Yes                | Yes            | Yes                             |
| Demon Attack                        |           |             |              |             |             |             |                   |             |                  | Yes                         |             |                  |             |                    |                | Yes                             |
| Demons to Diamonds                  |           |             |              | Yes         | Yes         | Yes         | Yes               | Yes         | Yes              | Yes                         | Yes         | Yes              | Yes         | Yes                | Yes            | Yes                             |
| Desert Falcon                       | [ 33 ]    |             |              | Yes         | Yes         | Yes         | Yes               | Yes         | Yes              | Yes                         | Yes         | Yes              | Yes         | Yes                | Yes            | Yes                             |
| Dodge 'Em                           |           | Yes         | Yes          | Yes         | Yes         | Yes         | Yes               | Yes         | Yes              | Yes                         | Yes         | Yes              | Yes         | Yes                | Yes            | Yes                             |
| Dolphin                             |           |             |              |             |             |             |                   |             |                  | Yes                         |             |                  |             |                    |                | Yes                             |
| Double Dunk                         |           |             | Yes          | Yes         | Yes         | Yes         | Yes               | Yes         | Yes              | Yes                         | Yes         | Yes              | Yes         | Yes                | Yes            | Yes                             |
| Dragonfire                          |           |             |              |             |             |             |                   |             |                  | Yes                         |             |                  |             |                    |                | Yes                             |
| Dragster                            |           |             |              |             |             |             |                   |             | Yes              | Yes                         | Yes         | Yes              | Yes         | Yes                | Yes            | Yes                             |
| Enduro                              |           |             |              |             |             |             |                   |             | Yes              | Yes                         | Yes         | Yes              | Yes         | Yes                | Yes            | Yes                             |
| Escape It!                          |           |             |              |             |             | Yes         | Yes               | Yes         | Yes              |                             |             | Yes              |             | Yes                |                |                                 |
| Fatal Run                           |           | Yes         | Yes          | Yes         | Yes         | Yes         | Yes               | Yes         | Yes              | Yes                         | Yes         | Yes              | Yes         | Yes                | Yes            | Yes                             |
| Fishing Derby                       |           |             |              |             |             |             |                   |             | Yes              | Yes                         | Yes         |                  | Yes         | Yes                | Yes            | Yes                             |
| Flag Capture                        |           |             |              | Yes         | Yes         | Yes         | Yes               | Yes         | Yes              | Yes                         | Yes         | Yes              | Yes         | Yes                | Yes            | Yes                             |
| Football                            |           |             |              |             | Yes         | Yes         | Yes               | Yes         | Yes              | Yes                         | Yes         | Yes              | Yes         | Yes                | Yes            | Yes                             |
| Freeway                             |           |             |              |             |             |             |                   |             |                  | Yes                         |             | Yes              |             |                    |                | Yes                             |
| Frog Pond                           |           | Yes         | Yes          | Yes         | Yes         | Yes         | Yes               | Yes         | Yes              | Yes                         | Yes         | Yes              |             | Yes                | Yes            | Yes                             |
| Frogger                             |           |             |              |             |             |             | [ 30 ]            | Yes         | Yes              |                             | Yes         | Yes              | Yes         | Yes                |                |                                 |
| Frogs and Flies                     |           |             |              |             |             | Yes         | Yes               | Yes         | Yes              | Yes                         |             |                  |             |                    |                |                                 |
| Front Line                          |           |             |              |             | Yes         | Yes         | Yes               | Yes         | Yes              |                             | Yes         | Yes              | Yes         | Yes                | Yes            | Yes                             |
| Frostbite                           |           |             |              |             |             |             |                   |             | Yes              | Yes                         | Yes         | Yes              | Yes         | Yes                | Yes            | Yes                             |
| Fun With Numbers                    |           |             |              | Yes         | Yes         | Yes         | Yes               | Yes         | Yes              | Yes                         | Yes         | Yes              |             | Yes                | Yes            | Yes                             |
| Golf                                |           |             |              | Yes         | Yes         | Yes         | Yes               | Yes         | Yes              | Yes                         | Yes         | Yes              | Yes         | Yes                | Yes            | Yes                             |
| Grand Prix                          |           |             |              |             |             |             |                   |             |                  | Yes                         |             |                  |             |                    |                | Yes                             |
| Gravitar                            | Yes       |             |              | Yes         | Yes         | Yes         | Yes               | Yes         | Yes              | Yes                         | Yes         | Yes              | Yes         | Yes                | Yes            | Yes                             |
| Gyruss                              |           |             |              |             |             |             |                   |             |                  |                             | Yes         | Yes              | Yes         | Yes                |                |                                 |
| H.E.R.O.                            |           |             |              |             |             |             |                   | Yes         | Yes              | Yes                         | Yes         | Yes              | Yes         | Yes                | Yes            | Yes                             |
| Hangman                             |           | Yes         | Yes          | Yes         | Yes         | Yes         | Yes               | Yes         | Yes              | Yes                         | Yes         | Yes              | Yes         | Yes                | Yes            | Yes                             |
| Haunted House                       | Yes       | Yes         | Yes          | Yes         | Yes         | Yes         | Yes               | Yes         | Yes              | Yes                         | Yes         | Yes              | Yes         | Yes                | Yes            | Yes                             |
| Home Run                            |           |             |              | Yes         | Yes         | Yes         | Yes               | Yes         | Yes              | Yes                         | Yes         | Yes              | Yes         | Yes                | Yes            | Yes                             |
| Human Cannonball                    |           | Yes         | Yes          | Yes         | Yes         | Yes         | Yes               | Yes         | Yes              | Yes                         | Yes         | Yes              | Yes         | Yes                | Yes            | Yes                             |
| Ice Hockey                          |           |             |              |             |             |             |                   |             |                  | Yes                         |             |                  |             |                    |                | Yes                             |
| Indy 500                            |           |             |              |             |             |             | Yes               | Yes         | Yes              | Yes                         | Yes         | Yes              | Yes         | Yes                | Yes            | Yes                             |
| International Soccer                |           |             |              |             |             | Yes         | Yes               | Yes         | Yes              | Yes                         |             |                  |             |                    |                |                                 |
| Jungle Hunt                         |           |             |              |             | Yes         | Yes         | Yes               | Yes         | Yes              |                             | Yes         | Yes              | Yes         | Yes                | Yes            | Yes                             |
| Kaboom!                             |           |             |              |             |             |             |                   | Yes         | Yes              | Yes                         | Yes         | Yes              | Yes         | Yes                | Yes            | Yes                             |
| Keystone Kapers                     |           |             |              |             |             |             |                   |             | Yes              | Yes                         | Yes         | Yes              | Yes         | Yes                | Yes            | Yes                             |
| Laser Blast                         |           |             |              |             |             |             |                   |             |                  | Yes                         |             |                  |             |                    |                | Yes                             |
| Lock 'n' Chase                      |           |             |              |             |             |             |                   |             |                  |                             |             | Yes              | Yes         | Yes                | Yes            | Yes                             |
| Lunar Lander                        |           | Yes         | Yes          |             |             |             |                   |             |                  |                             |             |                  |             |                    |                |                                 |
| Marine Wars                         |           |             |              |             |             |             |                   |             |                  |                             |             |                  |             | Yes                |                |                                 |
| Maze Craze                          |           | Yes         | Yes          | Yes         | Yes         | Yes         | Yes               | Yes         | Yes              | Yes                         | Yes         | Yes              | Yes         | Yes                | Yes            | Yes                             |
| Megamania                           |           |             |              |             |             |             |                   |             | Yes              | Yes                         | Yes         | Yes              | Yes         | Yes                | Yes            | Yes                             |
| Millipede                           | Yes       | Yes         | Yes          |             | [ 37 ]      | Yes         | Yes               | Yes         | Yes              | Yes                         | Yes         | Yes              | Yes         | Yes                | Yes            | Yes                             |
| Miniature Golf                      |           |             |              | Yes         | Yes         | Yes         | Yes               | Yes         | Yes              | Yes                         | Yes         | Yes              | Yes         | Yes                | Yes            | Yes                             |
| Miss It!                            |           |             |              |             |             | Yes         | Yes               | Yes         | Yes              |                             |             | Yes              |             | Yes                |                |                                 |
| Missile Command                     |           | Yes         | Yes          | Yes         | Yes         | Yes         | Yes               | Yes         | Yes              | Yes                         | Yes         | Yes              | Yes         | Yes                | Yes            | Yes                             |
| Moonsweeper                         |           |             |              |             |             |             |                   |             |                  |                             |             |                  |             |                    |                | Yes                             |
| MotoRodeo                           |           |             |              |             |             |             | Yes               | Yes         | Yes              | Yes                         | Yes         | Yes              | Yes         | Yes                | Yes            | Yes                             |
| Night Driver                        |           |             |              | Yes         | Yes         | Yes         | Yes               | Yes         | Yes              | Yes                         | Yes         | Yes              | Yes         | Yes                | Yes            | Yes                             |
| Off the Wall                        |           | Yes         | Yes          | Yes         | Yes         | Yes         | Yes               | Yes         | Yes              | Yes                         | Yes         | Yes              | Yes         | Yes                | Yes            | Yes                             |
| Oink!                               |           |             |              |             |             |             |                   |             | Yes              | Yes                         | Yes         |                  | Yes         | Yes                | Yes            | Yes                             |
| Outlaw                              |           | Yes         | Yes          | Yes         | Yes         | Yes         | Yes               | Yes         | Yes              | Yes                         | Yes         | Yes              | Yes         | Yes                | Yes            | Yes                             |
| Pitfall!                            |           | Yes         |              |             |             |             |                   | Yes         | Yes              | Yes                         | Yes         | Yes              | Yes         | Yes                | Yes            | Yes                             |
| Pitfall II: Lost Caverns            |           |             |              |             |             |             |                   |             |                  |                             |             | Yes              |             |                    |                | Yes                             |
| Planet Smashers                     | [ 34 ]    |             |              |             |             |             |                   |             |                  |                             |             |                  |             |                    |                |                                 |
| Plaque Attack                       |           |             |              |             |             |             |                   |             |                  | Yes                         |             |                  |             |                    |                | Yes                             |
| Polaris                             |           |             |              |             | Yes         | Yes         | Yes               | Yes         | Yes              |                             | Yes         | Yes              | Yes         | Yes                | Yes            | Yes                             |
| Pong                                |           |             |              |             | Yes         | Yes         | Yes               | Yes         | Yes              | Yes                         |             |                  |             |                    |                |                                 |
| Pong - Video Olympics               |           |             |              |             |             |             |                   |             |                  |                             | Yes         | Yes              | Yes         | Yes                | Yes            | Yes                             |
| Pooyan                              |           |             |              |             |             |             |                   |             |                  |                             | Yes         | Yes              | Yes         | Yes                |                |                                 |
| Pressure Cooker                     |           |             |              |             |             |             |                   | Yes         | Yes              | Yes                         | Yes         | Yes              | Yes         | Yes                | Yes            | Yes                             |
| Private Eye                         |           |             |              |             |             |             |                   |             |                  | Yes                         |             |                  |             |                    |                | Yes                             |
| Quadrun                             |           | Yes         | Yes          |             |             |             |                   |             |                  |                             |             |                  |             |                    |                |                                 |
| Radar Lock                          |           | Yes         | Yes          |             |             |             | Yes               | Yes         | Yes              | Yes                         | Yes         | Yes              | Yes         | Yes                | Yes            | Yes                             |
| RealSports Baseball                 |           |             |              | Yes         | Yes         | Yes         | Yes               | Yes         | Yes              | Yes                         | Yes         | Yes              | Yes         | Yes                | Yes            | Yes                             |
| RealSports Basketball               |           |             |              | Yes         | Yes         | Yes         | Yes               | Yes         | Yes              | Yes                         | Yes         | Yes              | Yes         | Yes                | Yes            | Yes                             |
| RealSports Boxing                   |           |             | Yes          |             |             |             |                   |             |                  |                             |             |                  |             |                    | Yes            | Yes                             |
| RealSports Football                 |           |             |              |             |             |             |                   |             |                  |                             |             |                  |             |                    | Yes            | Yes                             |
| RealSports Soccer                   |           |             | Yes          | Yes         | Yes         | Yes         | Yes               | Yes         | Yes              | Yes                         | Yes         | Yes              | Yes         | Yes                | Yes            | Yes                             |
| RealSports Volleyball               |           |             |              | Yes         | Yes         | Yes         | Yes               | Yes         | Yes              | Yes                         | Yes         | Yes              | Yes         | Yes                | Yes            | Yes                             |
| Return to Haunted House             |           | Yes         | Yes          |             | Yes         | Yes         | Yes               | Yes         | Yes              | Yes                         | Yes         | Yes              | Yes         | Yes                | Yes            | Yes                             |
| River Raid                          |           | Yes         |              |             |             |             |                   | Yes         | Yes              | Yes                         | Yes         | Yes              | Yes         | Yes                | Yes            | Yes                             |
| River Raid II                       |           |             |              |             |             |             |                   |             |                  | Yes                         |             |                  |             |                    |                | Yes                             |
| Robot Tank                          |           |             |              |             |             |             |                   |             |                  |                             |             |                  |             |                    |                | Yes                             |
| Saboteur                            | Yes       | Yes         | Yes          | Yes         | Yes         | Yes         | Yes               | Yes         | Yes              | Yes                         | Yes         | Yes              | Yes         | Yes                | Yes            | Yes                             |
| Save Mary                           |           | Yes         | Yes          | Yes         | Yes         | Yes         | Yes               | Yes         | Yes              | Yes                         | Yes         | Yes              | Yes         | Yes                | Yes            | Yes                             |
| Sea Battle                          |           |             |              |             |             | Yes         | Yes               | Yes         | Yes              | Yes                         |             |                  |             |                    |                |                                 |
| Seaquest                            |           |             |              |             |             |             |                   |             | Yes              | Yes                         | Yes         | Yes              | Yes         | Yes                | Yes            | Yes                             |
| Secret Quest                        |           | Yes         | Yes          | Yes         |             |             | Yes               | Yes         | Yes              | Yes                         | Yes         | Yes              | Yes         | Yes                | Yes            | Yes                             |
| Shield Shifter                      |           |             |              |             |             | Yes         | Yes               | Yes         | Yes              |                             |             | Yes              |             | Yes                |                |                                 |
| Skiing                              |           |             |              |             |             |             |                   |             |                  | Yes                         |             |                  |             |                    |                | Yes                             |
| Sky Diver                           | Yes       |             |              | Yes         | Yes         | Yes         | Yes               | Yes         | Yes              | Yes                         | Yes         | Yes              | Yes         | Yes                | Yes            | Yes                             |
| Sky Jinks                           |           |             |              |             |             |             |                   |             |                  | Yes                         |             |                  |             |                    |                | Yes                             |
| Slot Machine                        |           |             |              |             | Yes         | Yes         | Yes               | Yes         | Yes              | Yes                         | Yes         | Yes              |             | Yes                | Yes            | Yes                             |
| Slot Racers                         |           |             |              |             | Yes         | Yes         | Yes               | Yes         | Yes              | Yes                         | Yes         | Yes              | Yes         | Yes                | Yes            | Yes                             |
| Solaris                             | Yes       |             |              |             |             |             | Yes               | Yes         | Yes              | Yes                         | Yes         | Yes              | Yes         | Yes                | Yes            | Yes                             |
| Space Attack                        |           |             |              |             |             | Yes         | Yes               | Yes         | Yes              | Yes                         |             |                  |             |                    |                |                                 |
| Space Duel                          |           | Yes         | Yes          |             |             |             |                   |             |                  |                             |             |                  |             |                    |                |                                 |
| Space Invaders                      |           |             |              |             | Yes         | Yes         | Yes               | Yes         | Yes              |                             | Yes         | Yes              | Yes         | Yes                | Yes            | Yes                             |
| Space Raid                          |           |             |              |             |             |             |                   |             |                  |                             |             | Yes              | Yes         | Yes                | Yes            | Yes                             |
| Space Shuttle: A Journey into Space |           |             |              |             |             |             |                   |             |                  | Yes                         |             |                  |             |                    |                |                                 |
| Space War                           |           | Yes         | Yes          | Yes         | Yes         | Yes         | Yes               | Yes         | Yes              | Yes                         | Yes         | Yes              | Yes         | Yes                | Yes            | Yes                             |
| Spider Fighter                      |           |             |              |             |             |             |                   |             |                  | Yes                         |             |                  |             |                    |                | Yes                             |
| Sprintmaster                        | Yes       |             |              | Yes         | Yes         | Yes         | Yes               | Yes         | Yes              | Yes                         | Yes         | Yes              | Yes         | Yes                | Yes            | Yes                             |
| Stampede                            |           |             |              |             |             |             |                   |             | Yes              | Yes                         | Yes         | Yes              | Yes         | Yes                | Yes            | Yes                             |
| Star Ship                           |           |             |              | Yes         | Yes         | Yes         | Yes               | Yes         | Yes              | Yes                         | Yes         | Yes              | Yes         | Yes                | Yes            | Yes                             |
| Star Strike                         |           |             |              |             |             | Yes         | Yes               | Yes         | Yes              | Yes                         |             |                  |             |                    |                |                                 |
| Starmaster                          |           |             |              |             |             |             |                   |             | Yes              | Yes                         | Yes         | Yes              | Yes         | Yes                | Yes            | Yes                             |
| Steeplechase                        |           |             |              | Yes         | Yes         | Yes         | Yes               | Yes         | Yes              | Yes                         | Yes         | Yes              | Yes         | Yes                | Yes            | Yes                             |
| Stellar Track                       |           |             |              |             | Yes         | Yes         | Yes               | Yes         | Yes              | Yes                         | Yes         | Yes              | Yes         | Yes                | Yes            | Yes                             |
| Strategy X                          |           |             |              |             |             |             |                   |             |                  |                             |             |                  |             | Yes                |                |                                 |
| Street Racer                        |           |             |              |             | Yes         | Yes         | Yes               | Yes         | Yes              | Yes                         | Yes         | Yes              | Yes         | Yes                | Yes            | Yes                             |
| Strip Off                           |           |             |              |             |             | Yes         | Yes               |             |                  |                             |             | Yes              |             |                    |                |                                 |
| Submarine Commander                 |           |             |              | Yes         | Yes         | Yes         | Yes               | Yes         | Yes              | Yes                         | Yes         | Yes              | Yes         | Yes                | Yes            | Yes                             |
| Super Baseball                      |           |             | Yes          | Yes         | Yes         | Yes         | Yes               | Yes         | Yes              | Yes                         | Yes         | Yes              | Yes         | Yes                | Yes            | Yes                             |
| Super Breakout                      |           | [ 35 ]      | [ 35 ]       | Yes         | Yes         | Yes         | Yes               | Yes         | Yes              | Yes                         | Yes         | Yes              | Yes         | Yes                | Yes            | Yes                             |
| Super Challenge Baseball            |           |             |              |             |             | Yes         | Yes               | Yes         | Yes              | Yes                         |             |                  |             |                    |                |                                 |
| Super Challenge Football            |           |             |              |             |             | Yes         | Yes               | Yes         | Yes              | Yes                         |             |                  |             |                    |                |                                 |
| Super Cobra                         |           |             |              |             |             |             |                   |             |                  |                             |             |                  | Yes         | Yes                |                |                                 |
| Super Football                      |           |             | Yes          | Yes         | Yes         | Yes         | Yes               | Yes         | Yes              | Yes                         | Yes         | Yes              | Yes         | Yes                | Yes            | Yes                             |
| Surround                            |           |             |              | Yes         | Yes         | Yes         | Yes               | Yes         | Yes              | Yes                         | Yes         | Yes              | Yes         | Yes                | Yes            | Yes                             |
| Sword Fight                         |           |             |              |             |             | Yes         | Yes               | Yes         | Yes              | Yes                         |             |                  |             |                    |                |                                 |
| Swordquest: Earthworld              |           |             |              | Yes         | Yes         | Yes         | Yes               | Yes         | Yes              | Yes                         | Yes         | Yes              | Yes         | Yes                | Yes            | Yes                             |
| Swordquest: Fireworld               |           |             |              | Yes         | Yes         | Yes         | Yes               | Yes         | Yes              | Yes                         | Yes         | Yes              | Yes         | Yes                | Yes            | Yes                             |
| Swordquest: Waterworld              |           |             |              |             |             |             | Yes               | Yes         | Yes              | Yes                         | Yes         | Yes              | Yes         | Yes                | Yes            | Yes                             |
| Tempest                             |           |             |              |             | Yes         | Yes         | Yes               | Yes         | Yes              | Yes                         | Yes         | Yes              | Yes         | Yes                | Yes            | Yes                             |
| Tennis                              |           |             |              |             |             |             |                   |             |                  | Yes                         |             |                  |             |                    |                | Yes                             |
| Track & Field                       |           |             |              |             |             |             |                   |             |                  |                             | Yes         | Yes              |             |                    |                |                                 |
| Tutankham                           |           |             |              |             |             |             |                   |             |                  |                             | Yes         | Yes              | Yes         | Yes                |                |                                 |
| Video Checkers                      |           | Yes         | Yes          | Yes         | Yes         | Yes         | Yes               | Yes         | Yes              | Yes                         | Yes         | Yes              | Yes         | Yes                | Yes            | Yes                             |
| Video Chess                         |           | Yes         | Yes          | Yes         | Yes         | Yes         | Yes               | Yes         | Yes              | Yes                         | Yes         | Yes              | Yes         | Yes                | Yes            | Yes                             |
| Video Pinball                       |           |             |              | Yes         | Yes         | Yes         | Yes               | Yes         | Yes              | Yes                         | Yes         | Yes              | Yes         | Yes                | Yes            | Yes                             |
| Warlords                            | Yes       | [ 35 ]      | [ 35 ]       |             | Yes         | Yes         | Yes               | Yes         | Yes              | Yes                         | Yes         | Yes              | Yes         | Yes                | Yes            | Yes                             |
| Wizard                              |           | Yes         |              | Yes         | Yes         | Yes         | Yes               | Yes         | Yes              | Yes                         | Yes         | Yes              | Yes         | Yes                | Yes            | Yes                             |
| Yars' Return                        |           | Yes         | Yes          |             |             |             | Yes               | Yes         | Yes              | Yes                         | Yes         | Yes              | Yes         | Yes                | Yes            | Yes                             |
| Yars' Revenge                       | Yes       | Yes         | Yes          | Yes         | Yes         | Yes         | Yes               | Yes         | Yes              | Yes                         | Yes         | Yes              | Yes         | Yes                | Yes            | Yes                             |

## versiones portátiles

### Atari Flashback Portable
El Atari Flashback Portable fue una versión portátil propuesta del Flashback creado por Curt Vendel y Legacy Engineering Group. La maqueta inicial se demostró a principios de 2007 con una pantalla TFT de 2,5 pulgadas que funcionaba aproximadamente 15 horas en un conjunto de tres baterías "AAA" .Los juegos se cargan en la memoria interna de 2MB mediante un cable USB. La fecha de lanzamiento se proyectó a principios de 2008 con un precio minorista de aproximadamente $ 40, Curt Vendel anunció que el proyecto no iba a ser lanzado por Atari y que no se lanzó más información desde 2008.
En noviembre de 2016, se lanzó un sistema portátil Atari Flashback Ultimate Portable Game Player con 60 juegos integrados y una ranura SD para juegos descargados. Tiene una pantalla LCD de 3.2 ", puerto de salida AV y puerto de carga mini-USB.

la lista de juegos es la siguiente 
- Adventure
- Adventure II
- Air Raiders
- Aquaventure
- Asteroids
- Astroblast
- Atari Climber
- Barnstorming
- Black Jack
- Bowling
- Breakout
- Centipede
- Chase It!
- Circus Atari
- Crystal Castles
- Dark Cavern
- Demons to Diamonds
- Desert Falcon
- Dig Dug
- Dodge 'Em
- Double Dunk
- Fatal Run
- Frog Pond
- Frogger
- Frogs and Flies
- Fun with Numbers
- Galaxian
- Golf
- Gravitar
- Hangman
- Haunted House
- Human Cannonball
- Kaboom!
- Millipede
- Miniature Golf
- Miss It!
- Missile Command
- Night Driver
- Pac-Man
- Pitfall!
- Pong
- Pressure Cooker
- Radar Lock
- RealSports Basketball
- Return to Haunted House
- River Raid
- Saboteur
- Save Mary
- Secret Quest
- Shield Shifter
- Slot Machine
- Solaris
- Space Attack
- Star Ship
- Star Strike
- Stellar Track
- Strip Off
- Submarine Commander
- Super Breakout
- Swordquest: Earthworld
- Swordquest: Fireworld
- Swordquest: Waterworld
- Tempest
- Video Checkers
- Video Chess
- Video Pinball
- Wizard
- Xevious
- Yars' Return
- Yars' Revenge

La tercera edición (2018) incluye los siguientes juegos:
- 3-D Tic-Tac-Toe
- Adventure
- Adventure II
- Amidar
- Aquaventure
- Asteroids
- Asteroids Deluxe
- Atari Climber
- Basketball
- Black Jack
- Bowling
- Breakout
- Centipede
- Chase It!
- Circus Atari
- Crystal Castles
- Demons to Diamonds
- Desert Falcon
- Dig Dug
- Dodge 'Em
- Double Dunk
- Escape It!
- Fatal Run
- Frogs and Flies
- Frogger
- Fun with Numbers
- Galaxian
- Golf
- Gravitar
- Gyruss
- Hangman
- Haunted House
- H.E.R.O.
- Human Cannonball
- Kaboom!
- Millipede
- Miniature Golf
- Miss It!
- Missile Command
- MotoRodeo
- Night Driver
- Off the Wall
- Pac-Man
- Pitfall!
- Pooyan
- Pressure Cooker
- Radar Lock
- RealSports Baseball
- RealSports Boxing
- RealSports Football
- RealSports Tennis
- Return to Haunted House
- River Raid
- Saboteur
- Save Mary
- Secret Quest
- Shield Shifter
- Slot Machine
- Solaris
- Space Raid
- Sprintmaster
- Star Ship
- Stellar Track
- Strip Off
- Submarine Commander
- Super Breakout
- Swordquest: Earthworld
- Swordquest: Fireworld
- Swordquest: Waterworld
- Tempest
- Track & Field
- Tutankham
- Video Checkers
- Video Chess
- Video Pinball
- Video Olympics (Pong)
- Wizard
- Xevious
- Yars' Return
- Yars' Revenge

## otros productos
Atari Flashback Classics is a compilation of various Atari video games. It is the console release ofand its DLC on. The compilation was first released in 2016, for  split into three volumes. Then, it was released foin 2018,and finally on in 2020 as Atari VCS Vault, split into two volumes.
In October 2018, AtGames released Atari Flashback Blast!, a trio of wireless controllers each with 20 built-in games.

Atari Flashback Classics es una compilación de varios videojuegos de Atari. Es el lanzamiento de la consola de  Atari Vault y su DLC en Microsoft Windows, MacOS y Linux. La compilación se lanzó por primera vez en 2016, para PlayStation 4 y Xbox One,, se dividió en tres volúmenes. Luego, fue lanzado para r Nintendo Switch y PlayStation Vita  en 2018,y finalmente en  Atari VCS en 2020 como bóveda Atari VCS, dividida en dos volúmenes.
En octubre de 2018, Atgames lanzó Atari Flashback Blast!, Un trío de controladores inalámbricos, cada uno con 20 juegos incorporados. 